# CHAP
CHAP (engl. Challenge Handshake Authentication Protocol) predstavlja računarski protokol kojem je uloga da overava autentičnost i funkcioniše kao protokol u komunikacijskim mrežama (za protokol za komunikaciju od tačke do tačke PPP). Specifikacije i način rada CHAP-a su opisane u  1994. Prednosti CHAP-a su te da protokol u sebi sadrži mehanizam za uspešniju odbranu uzvratnim napadima od strane nekog sistema. Kroz redovno povećavanje rednog broja izazova koji se šalju sistemu koji se pokušava priključiti, odnosno prilikom overavanja potvrditi korisnički nalog i lozinku.